# Diaspis minensis
Diaspis minensis är en insektsart som beskrevs av Hempel 1918. Diaspis minensis ingår i släktet Diaspis och familjen pansarsköldlöss. Inga underarter finns listade i Catalogue of Life.